# Чемпіонат Європи з тріатлону
Чемпіонат Європи (англ. European Triathlon Championships) — щорічний турнір з тріатлону, що проводиться з 1985 року.

## Чоловіки
| Рік  | Золото                     | Срібло                      | Бронза                       |
| ---- | -------------------------- | --------------------------- | ---------------------------- |
| 1985 | Роб Барел (NED)            | Клаус Клерен (GER)          | Йорг Гоффманн (GER)          |
| 1986 | Роб Барел (NED)            | Юрген Цек (GER)             | Йорг Гоффманн (GER)          |
| 1987 | Роб Барел (NED)            | Філіпп Месьйон (FRA)        | Карел Блондель (BEL)         |
| 1988 | Роб Барел (NED)            | Дідьє Волькарт (BEL)        | Йокен Бастінг (GER)          |
| 1989 | Ів Кордьє (FRA)            | Роб Барел (NED)             | Юрген Цек (GER)              |
| 1990 | Фонс Гамблок (BEL)         | Роб Барел (NED)             | Вольфганг Каттінг (AUT)      |
| 1991 | Саймон Лессінг (GBR)       | Роб Барел (NED)             | Ремі Рампто (FRA)            |
| 1992 | Спенсер Сміт (GBR)         | Саймон Лессінг (GBR)        | Гленн Кук (GBR)              |
| 1993 | Саймон Лессінг (GBR)       | Томас Гельрігель (GER)      | Райнер Мюллер-Гернер (GER)   |
| 1994 | Саймон Лессінг (GBR)       | Ральф Еггерт (GER)          | Райнер Мюллер-Гернер (GER)   |
| 1995 | Райнер Мюллер-Гернер (GER) | Люк ван Лірд (BEL)          | Спенсер Сміт (GBR)           |
| 1996 | Люк Ван Лірд (BEL)         | Денніс Лозе (NED)           | Ральф Еггерт (GER)           |
| 1997 | Спенсер Сміт (GBR)         | Стефан Вукович (GER)        | Хосе Мігель Барбані (ESP)    |
| 1998 | Ендрю Джонс (GBR)          | Жан-Крістоф Гіншар (SUI)    | Володимир Полікарпенко (UKR) |
| 1999 | Рето Гуг (SUI)             | Ян Ржегула (CZE)            | Мартін Крнявек (CZE)         |
| 2000 | Ендрю Джонс (GBR)          | Рето Гуг (SUI)              | Ерік ван дер Лінден (NED)    |
| 2001 | Філіп Оспалий (CZE)        | Іван Ранья (ESP)            | Ерік ван дер Лінден (NED)    |
| 2002 | Іван Ранья (ESP)           | Філіп Оспалий (CZE)         | Майк Петцольд (GER)          |
| 2003 | Іван Ранья (ESP)           | Філіп Оспалий (CZE)         | Мартін Крнявек (CZE)         |
| 2004 | Расмус Геннінг (DEN)       | Енеко Льянос (ESP)          | Данієль Унгер (GER)          |
| 2005 | Фредерік Белобре (FRA)     | Седріс Флеретон (FRA)       | Свен Рідерер (SUI)           |
| 2006 | Фредерік Белобре (FRA)     | Седріс Флеретон (FRA)       | Ендрю Джонс (GBR)            |
| 2007 | Хав'єр Гомес (ESP)         | Ян Фродено (GER)            | Данієль Унгер (GER)          |
| 2008 | Фредерік Белобре (FRA)     | Тоні Муле (FRA)             | Олів'є Марсо (SUI)           |
| 2009 | Хав'єр Гомес (ESP)         | Алістер Браунлі (GBR)       | Олександр Брюханков (RUS)    |
| 2010 | Алістер Браунлі (GBR)      | Хав'єр Гомес (ESP)          | Давид Осс (FRA)              |
| 2011 | Алістер Браунлі (GBR)      | Джонатан Браунлі (GBR)      | Дмитро Полянський (RUS)      |
| 2012 | Хав'єр Гомес (ESP)         | Олександр Брюханков (RUS)   | Іван Васильєв (RUS)          |
| 2013 | Іван Васильєв (RUS)        | Алессандро Фабіан (ITA)     | Маріо Мола (ESP)             |
| 2014 | Алістер Браунлі (GBR)      | Дмитро Полянський (RUS)     | Вісенте Ернандес (ESP)       |
| 2015 | Давид Осс (FRA)            | Свен Рідерер (SUI)          | Крістіан Блумменфельт (NOR)  |
| 2016 | Хав'єр Гомес (ESP)         | Дмитро Полянський (RUS)     | Андреа Салвісберг (SUI)      |
| 2017 | Жуан Перейра (POR)         | Рафаель Монтойя (FRA)       | Жуан Сілва (POR)             |
| 2018 | П'єр Ле Корре (FRA)        | Фернандо Аларса (ESP)       | Мартен Ван Ріль (BEL)        |
| 2019 | Алістер Браунлі (GBR)      | Жуан Перейра (POR)          | Єлле Генс (BEL)              |
| 2021 | Макс Штудлер (SUI)         | Антоніо Серрат Сеоане (ESP) | Гайден Вайльд (NZL)          |

## Жінки
| Рік  | Золото                       | Срібло                    | Бронза                       |
| ---- | ---------------------------- | ------------------------- | ---------------------------- |
| 1985 | Александра Кремер (GER)      | Анна-Лена Фрітцон (SWE)   | Сара Купе (GBR)              |
| 1986 | Лів Паулюс (BEL)             | Сара Спрінгмен (GBR)      | Сара Купе (GBR)              |
| 1987 | Сара Купе (GBR)              | Сара Спрінгмен (GBR)      | Канталь Малербе (FRA)        |
| 1988 | Сара Спрінгмен (GBR)         | Долоріта Гербер (SUI)     | Пернілле Сварре (DEN)        |
| 1989 | Сімона Мортієр (GER)         | Кірстен Ульріх (GER)      | Сара Спрінгмен (GBR)         |
| 1990 | Теа Сійбесма (NED)           | Сімона Мортієр (GER)      | Ізабелла Мутон-Мішеліс (FRA) |
| 1991 | Ізабелла Мутон-Мішеліс (FRA) | Сімона Мортієр (GER)      | Соня Кролик (GER)            |
| 1992 | Соня Кролик (GER)            | Лоне Ларсен (DEN)         | Уте Шефер (GER)              |
| 1993 | Сабіна Вестгофф (GER)        | Сімона Мортієр (GER)      | Ліді Резе (FRA)              |
| 1994 | Соня Кролик (GER)            | Сабіна Вестгофф (GER)     | Ізабелла Мутон-Мішеліс (FRA) |
| 1995 | Ізабелла Мутон-Мішеліс (FRA) | Наташа Бадманн (SUI)      | Сюзанна Нільсен (DEN)        |
| 1996 | Сюзанна Нільсен (DEN)        | Мієке Сейс (BEL)          | Софі Делемер (FRA)           |
| 1997 | Наташа Бадманн (SUI)         | Віргінія Берасатегі (ESP) | Сюзанна Нільсен (DEN)        |
| 1998 | Вейке Гогзаад (NED)          | Інгрід ван Любек (NED)    | Стефані Форрестер (GBR)      |
| 1999 | Аня Діттмер (GER)            | Магалі Мессмер (SUI)      | Sian Brice (GBR)             |
| 2000 | Кетлен Смет (BEL)            | Магалі Мессмер (SUI)      | Джулі Дібенс (GBR)           |
| 2001 | Мішель Діллон (GBR)          | Кетлен Смет (BEL)         | Аналі Еммерсон (GBR)         |
| 2002 | Кетлен Смет (BEL)            | Лінда Кейв (GBR)          | Крістіна Пільц (GER)         |
| 2003 | Ана Бургос (ESP)             | Надія Кортасса (ITA)      | Кетлен Смет (BEL)            |
| 2004 | Ванесса Фернандеш (POR)      | Кейт Аллен (AUT)          | Пілар Ідальго (ESP)          |
| 2005 | Ванесса Фернандеш (POR)      | Ана Бургос (ESP)          | Надія Кортасса (ITA)         |
| 2006 | Ванесса Фернандеш (POR)      | Аня Діттмер (GER)         | Надія Кортасса (ITA)         |
| 2007 | Ванесса Фернандеш (POR)      | Кейт Аллен (AUT)          | Нікола Шпіріг (SUI)          |
| 2008 | Ванесса Фернандеш (POR)      | Надія Кортасса (ITA)      | Ліза Нурден (SWE)            |
| 2009 | Нікола Шпіріг (SUI)          | Елізабет Мей (LUX)        | Ванесса Фернандеш (POR)      |
| 2010 | Нікола Шпіріг (SUI)          | Кароль Пеон (FRA)         | Ліза Нурден (SWE)            |
| 2011 | Еммі Карайрон (FRA)          | Фендула Фрінтова (CZE)    | Аннамарія Маццетті (ITA)     |
| 2012 | Нікола Шпіріг (SUI)          | Айнгоа Муруа (ESP)        | Еммі Карайрон (FRA)          |
| 2013 | Рахель Кламер (NED)          | Вікі Голланд (GBR)        | Вендула Фрінтова (CZE)       |
| 2014 | Нікола Шпіріг (SUI)          | Софія Саллер (GER)        | Аннамарія Маццетті (ITA)     |
| 2015 | Нікола Шпіріг (SUI)          | Аннамарія Маццетті (ITA)  | Айнгоа Муруа (ESP)           |
| 2016 | Індія Лі (GBR)               | Юлія Єлістратова (UKR)    | Софія Ковач (HUN)            |
| 2017 | Джессіка Лермонт (GBR)       | Софі Колдвелл (GBR)       | Аліса Бетто (ITA)            |
| 2018 | Нікола Шпіріг (SUI)          | Джессіка Лермонт (GBR)    | Кассандра Богран (FRA)       |
| 2019 | Бет Поттер (GBR)             | Сандра Доде (FRA)         | Клер Мішель (BEL)            |
| 2019 | Бет Поттер (GBR)             | Сандра Доде (FRA)         | Клер Мішель (BEL)            |
| 2021 | Лаура Ліндеманн (GER)        | Валентина Рясова (RUS)    | Леоні Перо (FRA)             |

## Естафета
| Рік  | Золото                                                                           | Срібло                                                                           | Бронза                                                                                   |
| ---- | -------------------------------------------------------------------------------- | -------------------------------------------------------------------------------- | ---------------------------------------------------------------------------------------- |
| 2009 | Україна Олеся Пристайко Ростислав Пєвцов Олеся Дереза Олексій Сюткін             | Росія Ольга Дмитрієва Артем Парієнко Анастасія Полянська Іван Васильєв           | Угорщина Софія Ковач Чаба Рендес Софія Тот Чаба Куттор                                   |
| 2010 | Росія Ірина Абисова Ольга Дмитрієва Олександр Брюханков Юліан Малишев            | Італія Аннамарія Маццетті Джонатан Чаваттелла Шарлотта Бонін Алессандро Фабіан   | —                                                                                        |
| 2011 | Німеччина Ребекка Робіш Франц Лешке Сара Фладунг Грегор Бухгольц                 | Україна Інна Рижих Данило Сапунов Юлія Єлістратова Єгор Мартиненко               | Італія Аннамарія Маццетті Алессандро Фабіан Шарлотта Бонін Данієль Гофер                 |
| 2012 | Росія Олександра Разарьонова Іван Васильєв Ірина Абисова Дмитро Полянський       | Німеччина Аня Кнапп Юстус Нішлаг Сара Фладунг Франц Лешке                        | Україна Інна Рижих Даноло Сапунов Юлія Єлістратова Єгор Мартиненко                       |
| 2013 | Німеччина Ребекка Робіш Себастіан Ранк Аня Кнапп Йонатан Ціпф                    | Росія Олександра Разарьонова Олександр Брюханков Ірина Абисова Дмитро Полянський | Італія Аннамарія Маццетті Давіде Уччелларі Аліса Бетто Алессандро Фабіан                 |
| 2014 | Італія Аннамарія Маццетті Маттіас Штайнвандтлер Шарлотта Бонін Алессандро Фабіан | Німеччина Ганна Філіппін Юстус Нішлаг Софія Саллер Максиміліан Швець             | Велика Британія Лойс Росіндейл Меттью Шарп Голлі Лоуренс Марк Остін                      |
| 2015 | Франція Жанна Леєр Сімон Вієн Еммі Карайрон Давид Осс                            | Швейцарія Йоланда Аннен Андреа Сальвісберг Нікола Шпіріг Свен Рідерер            | Велика Британія Джоді Стімпсон Меттью Шарп Люсі Галл Томас Бішоп                         |
| 2016 | Велика Британія Люсі Галл Томас Бішоп Індія Лі Грант Шелдон                      | Росія Марія Шорець Ігор Полянський Олександра Разарьонова Дмитро Полянський      | Угорщина Софія Ковач Тамаш Тот Маргіт Ванек Акош Ванек                                   |
| 2017 | Данія Анне Гольм Андреас Шиллінг Сіф Бендікс Мадсен Еміль Делеран                | Франція Кассандра Богран Сімон Вієн Емілія Мор'є Рафаель Монтойя                 | Росія Анастасія Горбунова Дмитро Полянський Анастасія Амбросімова Володимир Турбаєвський |
| 2018 | Франція Леоні Пероль П'єр Ле Корре Кассандра Богран Доріан Конінкс               | Швейцарія Ліза Бергер Андреа Сальвісберг Нікола Шпіріг Сілвен Фріделанс          | Бельгія Клер Мішель Єлле Генс Валері Бартелемі Мартен Ван Ріль                           |
| 2019 | Франція Сандра Доде Поль Георгентум Емілія Мор'є Лео Берже                       | Німеччина Ніна Айм Йонас Брайнлінгер Кароліна Поле Юстус Нішлаг                  | Нідерланди Майя Кінгма Марко ван дер Стел Рахель Кламер Йорік ван Егдом                  |
| 2021 | Велика Британія Сіан Рейнслі Самуель Дікінсон Олівія Матіас Гордон Бенсон        | Німеччина Лаура Ліндеманн Лассе Люрс Ліза Терч Йонас Брайнлінгер                 | Росія Валентина Рясова Ілля Прасолов Юлія Голофєєва Григорій Антіпов                     |